# Lovro Županović
Lovro Županović, hrvaški muzikolog, skladatelj, pedagog in akademik, * 1925, Šibenik, † 2004.
Županović je bil profesor na Glasbeni akademiji v Zagrebu in redni član Hrvaške akademije znanosti in umetnosti.